# بوب أندرسون (سائق سباقات)
بوب أندرسون (بالإنجليزية: Bob Anderson) مواليد 19 مايو 1931 في لندن، إنجلترا، المملكة المتحدة - الوفاة 14 أغسطس 1967 في نورثامبتون، كان متسابق دراجات نارية بريطاني. نافس في سباقات بطولة العالم لفئة 500 سي سي ولفئة 350 سي سي ولفئة 125 سي سي ولفئة 50 سي سي. كما شارك في كأس جزيرة مان السياحية.